# Štěpán Hevák
Štěpán Hevák (ur. w 1896 w Jilemnicach, zm. w 1944 w Pradze) – czechosłowacki biegacz narciarski, reprezentant klubu ČSK Praga, uczestnik Zimowych Igrzysk Olimpijskich 1924.
W biegu olimpijskim na 18 kilometrów stylem klasycznym był 17., a na 50 kilometrów zajął 12. miejsce.

## Osiągnięcia

### Igrzyska olimpijskie
| Igrzyska       | Data             | Konkurencja                      | Czas      | Miejsce | Strata  | Zwycięzca     | Źródło |
| -------------- | ---------------- | -------------------------------- | --------- | ------- | ------- | ------------- | ------ |
| 1924, Chamonix | 2 lutego 1924    | bieg na 18 km techniką klasyczną | 1:34:43,4 | 17.     | 19:48,0 | Thorleif Haug | [ 2 ]  |
| 1924, Chamonix | 30 stycznia 1924 | bieg na 50 km techniką klasyczną | 4:44:58   | 12.     | 59:34   | Thorleif Haug | [ 3 ]  |